# 28376 Atifjaved
28376 Atifjaved è un asteroide della fascia principale. Scoperto nel 1999, presenta un'orbita caratterizzata da un semiasse maggiore pari a 2,2011627 UA e da un'eccentricità di 0,1780259, inclinata di 3,99796° rispetto all'eclittica.